# Abandonware

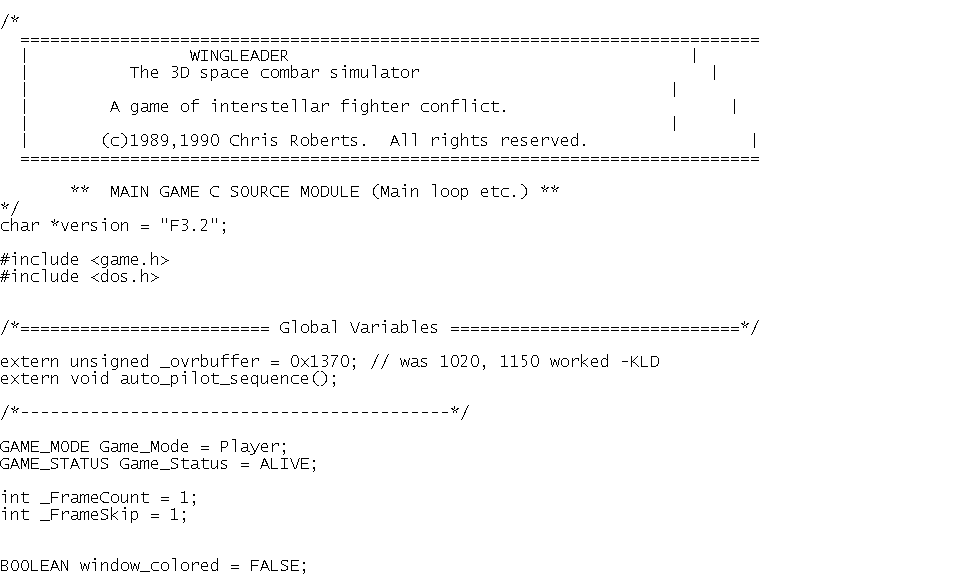
Abandonware

Termín abandonware označuje software (zejména hry, ať už počítačové nebo konzolové), který je již starý, není výrobcem nebo autory podporovaný a neprodává se. Název se skládá z anglického to abandon (opustit) a ware (= software), tedy programy (hry), které už nejsou v prodeji a patrně k tomu nedojde ani v žádné speciální edici. 
Zákony abandonware nijak nevymezují, je to pouze označení, že je software už starý, obvykle více než deset let, případně že se už více než 5 let neprodává. Pokud by software začal být znovu nabízen, neměl by už být považován za abandonware. O abandonware se mluví až od masového rozšíření Internetu, který výrazně usnadnil sdílení programů.
Na rozdíl od jiných autorských děl jako jsou hudba nebo literatura, software se vyvíjí velmi rychle. Starý software má obvykle horší grafické zpracování a mnohdy už lze spustit jen v emulátoru. 
Po legální stránce se abandonware obvykle dá přiřadit k warezu, přesto jej mnoho softwarových společností toleruje nebo dokonce bere pozitivně. Na starém softwaru už nemohou dále vydělat, samostatné nové vydání starých titulů by bylo neekonomické a takto aspoň abandonware funguje jako reklama. Některé společnosti dokonce starší software uvolňují k volnému používání, tím pádem se dají považovat za freeware. Obvykle však pouze zůstává software nechráněn, tj. nikdo není pověřen, aby podnikal právní kroky k zastavení šíření. Lze najít případy, kdy starší, již neprodávaný titul byl využit k podpoře toho nového. Zpravidla tím způsobem, že k nové hře je bez zvýšení ceny přibalená stará hra. Například Duke Nukem 3D obsahoval své dva předchozí díly, Day of the Tentacle zase měla v sobě integrovanou hru Maniac Mansion.
Někdy si společnost nechá chránit práva společností na to zaměřenou, jako např. Entertainment Software Association. Pokud daný software není uvolněn k volnému užívání (běžně není) a majitel stránek dostane stížnost od pověřené osoby, musí urychleně provést odstranění. Kritikové říkají, že potírání šíření stojí více peněz, než kolik lze vydělat prodejem starého software.